# Aethalura
Aethalura is een geslacht van nachtvlinders uit de familie van de spanners (Geometridae).

## Soorten
- Aethalura ignobilis (Butler, 1878)
- Aethalura intertexta (Walker, 1860)
- Aethalura nanaria (Staudinger, 1897)
- Aethalura punctulata - Berkenspikkelspanner (Denis & Schiffermüller, 1775)